# هاینکل هادی ۱۷
هاینکل اچ‌دی ۱۷ (به آلمانی: Heinkel HD 17) یک هواگرد دوباله تک‌موتوره دوسرنشین شناسایی بود که توسط شرکت هواپیماسازی آلمانی هاینکل در دهه ۱۹۲۰ میلادی طراحی و تولید شد.
اچ‌دی (HD) در عنوان این هواگرد مخفف ترکیب آلمانی Heinkel Doppeldecker به معنای هواگرد دوباله هاینکل است.

## طراحی و توسعه

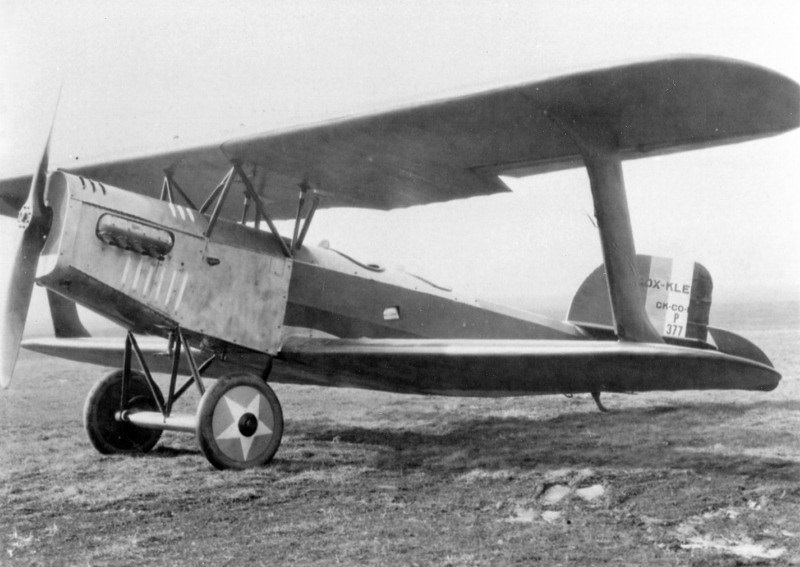
هاینکل اچ‌دی ۱۷

هاینکل اچ‌دی ۱۷ در سال ۱۹۲۳ به سفارش شرکت هواپیماسازی آمریکایی کاکس-کلمین طراحی شد. با وجود این که تولید هواگردهای نظامی بر پایه پیمان ورسای در آلمان ممنوع بود، هاینکل دو فروند از این هواگرد را در سال ۱۹۲۴ در کارخانه خود در وارنمونده با دو موتور مختلف (نپیر لاین و لیبرتی ال-۱۲) تولید نمود. در بسیاری از منابع به اشتباه تولیدکننده این هواگرد شرکت سوئدی سوانسکا آئرو نامیده می‌شوید درحالیکه در حقیقت منابع رسمی آلمانی برای مخفی نگاه داشتن موضوع تولید این هواگرد نظامی، مسئله را اینگونه مطرح می‌کردند. هاینکل برای پوشیده نگاه داشتن مشارکت آلمانی‌ها در این طرح، دو هواگرد تولید شده را نیز از طریق شرکت تابعه خود در لیدینگو سوئد در سال ۱۹۲۴ به ایالات متحده صادر کرد.
با ورود این هواگردها به ایالات متحده، شرکت کاکس-کلمین این دو هواگرد را تولید خود خواند و عناوین سی‌اُ-۱ (CO-1) و سی‌اُ-۲ (CO-2) را بر آن‌ها نهاد. بدین ترتیب این شرکت قادر شد این هواگردها را در رقابت برگزیدن یک هواگرد شناسایی در ارتش ایالات متحده در تابستان سال ۱۹۲۴ میلادی در دیتون بدون نصب تسلیحات مشارکت دهد. ارنست هاینکل، طراح ارشد شرکت هاینکل با بهره‌گیری از فرصت یک سفر تجاری به ایالات متحده در ماه نوامبر همین سال، قصد داشت در صورت موفقیت طرح، قراردادهای بیشتری به انعقاد برساند. با عملکرد ضعیف اچ‌دی ۱۷ در پروازهای آزمایشی امید به چنین اقداماتی نقش بر آب شد. این هواگردها در بین سایر رقابت کنندگان بدترین عملکرد را نشان دادند و در نتیجه به شرکت کاکس-کلمین مرجوع شدند. با این همه، هیچ‌یک از هواگردهای دیگر نیز مورد پذیرش ارتش ایالات متحده واقع نگردیدند.
هر دو هواگرد جهت مقاصد غیرنظامی به فروش رسیدند. آخرین گزارش ثبت شده از این دو هواگرد، بروز سانحه هنگام طوفان در ویچیتا در ایالت کانزاس برای یکی از آن هاست که موجب آسیب جدی به آن شد. این هواگرد مجدداً بازسازی شد. از این زمان به بعد هیچ اطلاعی از سرنوشت این هواگردها در دست نیست.
در سال ۱۹۲۶، هفت فروند دیگر از اچ‌دی ۱۷ برای رایشسور تولید گردید که مقداری تفاوت ساختاری در بخش دم و بال‌ها با تولید اولیه داشتند. از موتور بریتانیایی نپیر لاین (Napier Lion) در این هواگردها استفاده شده بود. شانزدهم ماه آوریل سال ۱۹۲۶ میلادی نخستین فروند از اچ‌دی ۱۷ چند پرواز آزمایشی در وارنمونده در مقابل نمایندگان دایره هوانوردی رایشسور انجام داد که موجب یافته شدن چند مشکل جزئی در کنترل پذیری هواگرد گردید که به راحتی مرتفع شد. هواگردهای دیگر با وجود محدودیت‌های اعمال شده از جانب بریتانیایی‌ها بر آلمان و عدم توانایی در تهیه موتور، قادر به پرواز نبودند. هنگامی که نهایتاً موتورهای مذکور به دست هاینکل رسید، هواگردهای باقیمانده نیز تکمیل شده و با پیروزی در رقابت با آلباتروس ال۶۵ به دانشکده مخفی هوانوردی ارتش آلمان در شوروی ارسال گردیدند و در آن جا برای آموزش خدمه بمب‌افکن و شناسایی استفاده گشت. یکی از این هواگرد هنگام فرود در ۷ اکتبر ۱۹۲۷ دچار حادثه و منهدم شد. مابقی آن‌ها چند سال دیگر به پرواز ادامه دادند.
گفته می‌شود برنامه ای نیز برای تولید اچ‌دی ۱۷ توسط آرادو، دیگر شرکت هواپیماسازی آلمانی وجود داشت که محقق نشد.

## ساختار
هواگرد دوباله اچ‌دی ۱۷ به صورت دم‌چرخ طراحی شده بود. بال بالای این هواگرد مقدار زیادی جلوتر از بال پایین آن قرار داشت. بدنه فولادی هواگرد در بخش جلو با صفحات آلومینیوم و قسمت عقب با پارچه پوشانده شده بود. ساختار بال‌های خود اتکای هواگرد از چوب ساخته شده و با پارچه پوشیده شده بود. این دو بال در هر طرف از یک قسمت به یکدیگر متصل بودند. بیشتر دم هواگرد نیز فولادی بود اما بخش‌هایی از آن از چوب ساخته شده بود. ارابه فرود و دارای سیستم تعلیق لاستیکی بود. یک مخزن سوخت اضافی نیز در بال بالا وجود داشت. خلبان و مشاهده‌گر در یک کابین روباز پشت سر یکدیگر می‌نشستند.
اچ‌دی ۱۷ نخستین هواگرد هاینکل بود که با بال خود اتکا ساخته شده بود.

## مشخصات فنی (مدل ۱۹۲۶)

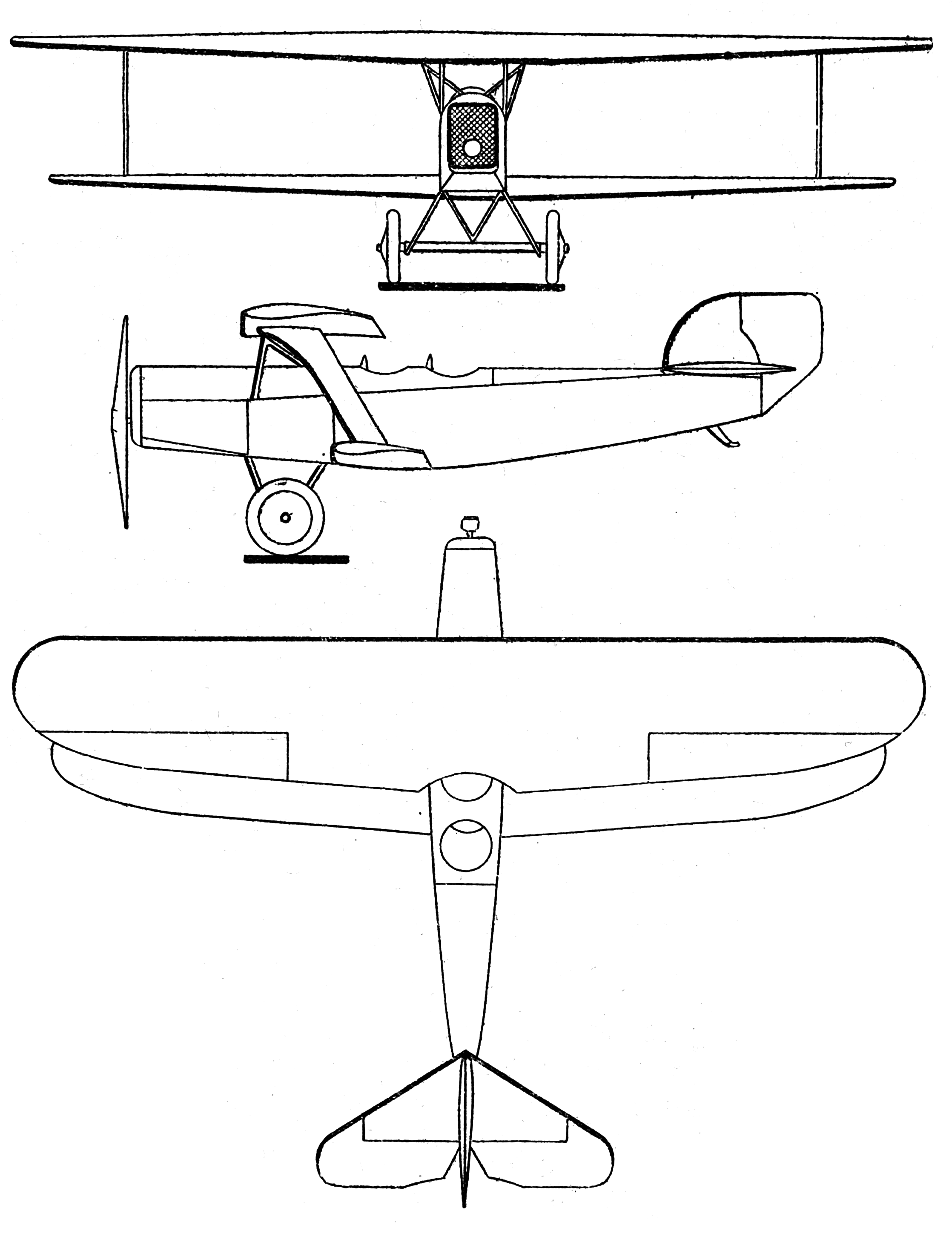

### مشخصات عمومی
- خدمه: ۲ نفر
- طول: ۹٫۳ متر
- پهنای بال بالا: ۱۲٫۹ متر
- پهنای بال پایین: ۱۱٫۴۳ متر
- ارتفاع: ۳٫۶ متر
- مساحت بال: ۴۰٫۶ متر مربع
- وزن خالی: ۱۳۷۰ کیلوگرم
- وزن خالص: ۲۱۵۰ کیلوگرم
- نیرومحرکه: یک موتور پیستونی ۱۲ سیلندر نپیِر لایِن ۱۱ خنک شونده با مایعات: ۴۵۰ اسب بخار - ۳۳۱ کیلو وات
- ظرفیت سوخت: ۶۹۰ لیتر
- پیش‌ران: ملخ ۲ تیغه

### عملکرد
- حداکثر سرعت: ۲۲۵ کیلومتر بر ساعت در ارتفاع ۱۲۰۰ متری
- پایاسیر: ۲۰۰ کیلومتر بر ساعت
- سرعت فرود: ۱۴۰ کیلومتر بر ساعت
- سرعت اوج‌گیری: ۴٫۸ متر بر ثانیه (مدل ۱۹۲۴)، ۳۰۰۰ متر در ۱۱ دقیقه
- حداکثر ارتفاع: ۶۳۶۰ متر
- بارگیری بال: ۴۷ کیلوگرم بر متر مربع

### تسلیحات
- یک اژدر ۴۵ سانتی‌متری ام/۱۷